# Delosperma ashtonii
Espèce
Delosperma ashtonii est une espèce de plantes succulentes de la famille des Aizoaceae, originaire d'Afrique du Sud, (Natal, Mont Majuba) et du Lesotho, à caudex tubéreux et à feuilles pubescentes (velues). Sa hauteur varie de 5 à 10 cm. 